# Hypoponera argonautorum
Hypoponera argonautorum är en myrart som först beskrevs av Arnol'di 1932.  Hypoponera argonautorum ingår i släktet Hypoponera och familjen myror. Inga underarter finns listade i Catalogue of Life.